# Fredy Lienhard

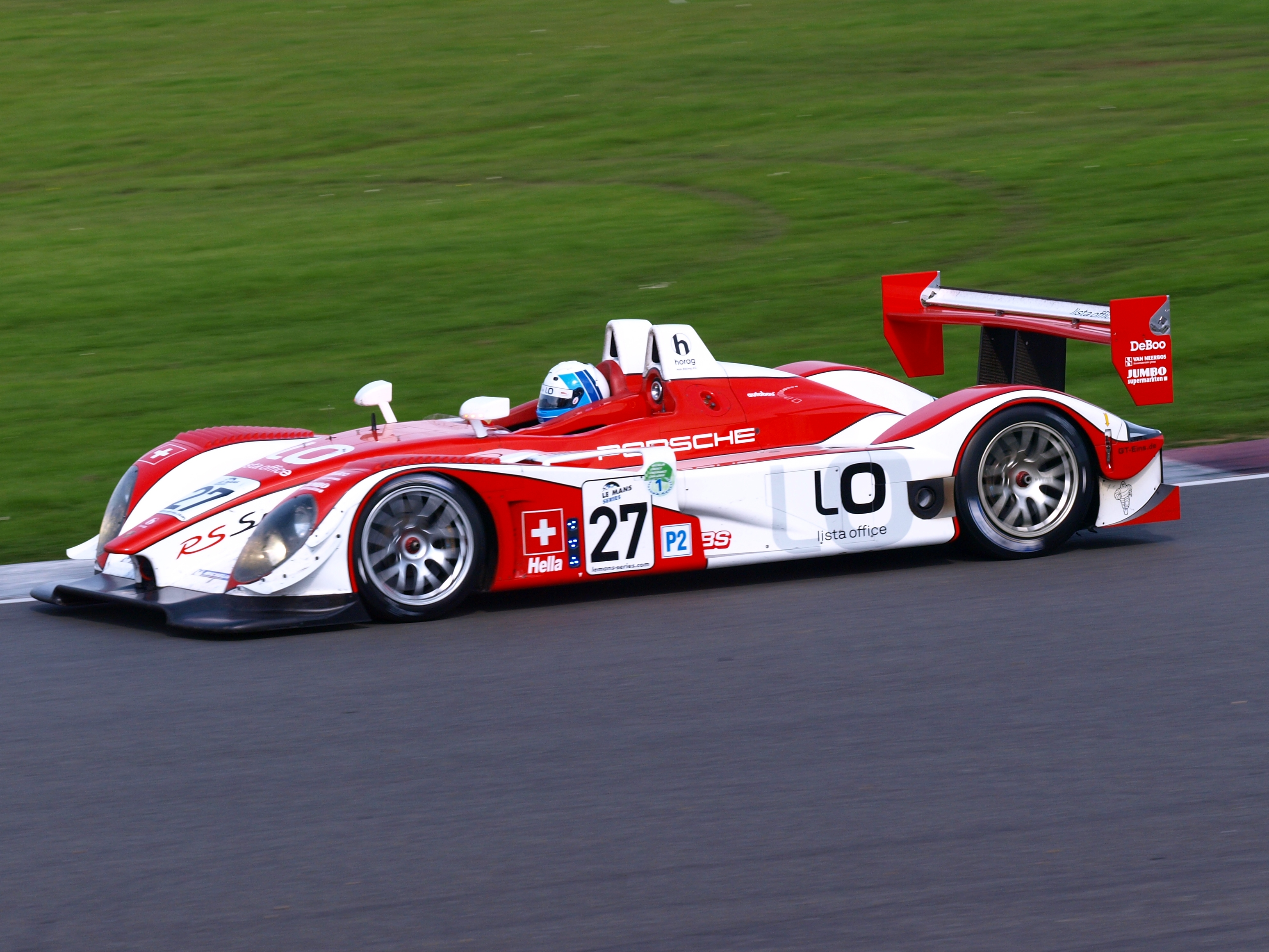
Lienhard vid Silverstone 1000 km 2008.

Alfred "Fredy" Lienhard, född den 14 september 1947 i Herisau är en schweizisk racerförare.
Lienhard tävlade med formelbilar under sjuttio- och åttiotalet. Senare i karriären körde han sportvagnsracing och vann bland annat Daytona 24-timmars 2002.